# Kregme Kirke
Kregme Kirke er en middelalderlig bygning i den sydlige ende af Kregme, oprindeligt opført af forholdsvis små marksten omkring år 1150.
Det var en ganske lille kirke, hvis mure endnu tydeligt ses. Bygningen bestod af et lavt skib og et endnu lavere kor. Klokkerne må have været anbragt i en klokkestabel af træ. Først langt senere, i 1500-tallet, bygges det nuværende tårn, som af terræn-hensyn, lægges på nordsiden af koret, og dermed giver kirken sit eget, uregelmæssige præg.
Kregme kirke har, ligesom mange andre danske kirker, fået tårnet placeret andre steder end den traditionelle: I den vestre ende af bygningen. Placeringen har i dette tilfælde givet anledning til flere sagn.

## Eksterne kilder og henvisninger
- Wikimedia Commons har flere filer relateret til Kregme Kirke
- Kregme Kirke hos KortTilKirken.dk
- Kregme Kirke hos danmarkskirker.natmus.dk (Danmarks Kirker, Nationalmuseet)